# Wendelin Haverkamp

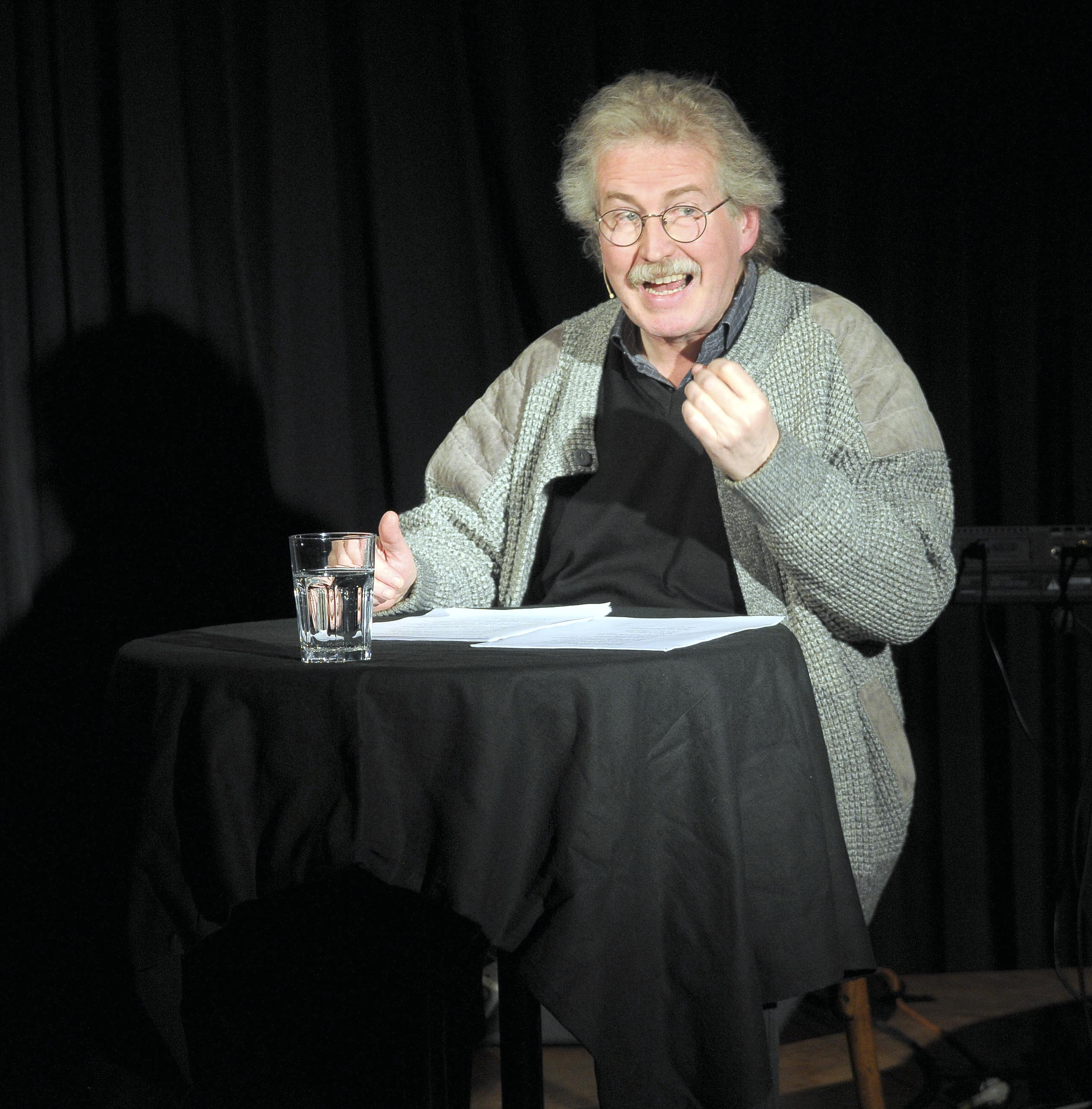
Wendelin Haverkamp (2009)

Wendelin Haverkamp (* 30. Dezember 1947 in Bonn) ist ein deutscher Kabarettist, Autor, Musiker, Komponist sowie Radiomoderator und lebt seit Ende der 1960er Jahre in Aachen.
Haverkamp wurde einer breiten Öffentlichkeit durch seine zahlreichen Radiosendungen im WDR und hier vor allem durch die Figur Anton Hinlegen vom Karl-Heinz-Plum-Guminasium sowie durch seine Zusammenarbeit mit Hanns Dieter Hüsch in der Radiosendung Hüsch & Haverkamp bekannt.

## Leben und Schaffen
Haverkamp besuchte das Gymnasium in Düsseldorf, erhielt dort das Abitur und studierte anschließend Philosophie und Germanistik in Aachen. Auf der Bühne stand er erstmals als Bassist einer Rockband. Es folgten zahlreiche Kabarett-Live-Programme, Arbeiten für Hörfunk und Fernsehen (So isses) sowie Buch- und CD-Veröffentlichungen. 1991 startete Haverkamp die Veranstaltungsreihe !Au Banan, zu der er regelmäßig befreundete Kabarettisten, Kleinkünstler, Musiker und Autoren einlud. Die Veranstaltungen wurden seit 2001 im Rahmen der Reihe Unterhaltung am Wochenende im WDR 5 ausgestrahlt. Am 15. Oktober 2016 endete die Reihe nach 25 Jahren mit einer Abschlussveranstaltung im Stadttheater Aachen.
Er ist Co-Autor einiger musikalischer Werke von Jürgen von der Lippe (z. B. Guten Morgen, liebe Sorgen, Dann ist der Wurm drin, Is was).
Sein erstes Theaterstück König 2000 oder der Kampf der Pippiniden wurde im Jahre 1999 unter Haverkamps Regie im Grenzlandtheater Aachen uraufgeführt. Im Jahr 2000 kam das neue Projekt Spielplatz 5vor12 – Kabarett trifft Jazzquartett hinzu, das seit 2005 als Reihe im Düsseldorfer Kom(m)ödchen stattfindet. Er ist Autor und Regisseur des ersten deutschen Stockpuppenkabaretts Pech und Schwefel, das er in Zusammenarbeit mit dem Öcher Schängchen regelmäßig in der Aachener Barockfabrik aufführt.
Für die Aachener Zeitung schrieb Haverkamp bis Ende 2021 die regelmäßig erscheinende Glosse Der endgültige Monatsrückblick aus dem Westzipfel. Für die NRW-Stiftung übernahm er 1994 die Patenschaft für das Naturschutzgebiet Dingdener Heide im Naturpark Hohe Mark-Westmünsterland. Im selben Jahr erhielt er zusammen mit Jürgen von der Lippe den Adolf-Grimme-Preis für die Sendung Geld oder Liebe.

## Auszeichnungen
- 1972 ARD-Hörspielpreis
- 1994 Adolf-Grimme-Preis für die 27. Folge von Geld oder Liebe (zusammen mit Jürgen von der Lippe)

## Bühnenprogramme
- „Denken ist Glücksache“
- „Nix als die Wahrheit“
- „Zugegeben“
- „Wenn der Edukator erzählt“
- „Ich und der alte Goethe – Teil 1“
- „Eins im Sinn“

## Schriften
- 2025: „Der Mensch starb aus. Wir Affen nicht.“
- 2021: mit Dieter Kaspari: „Der Unzeit gemäße Betrachtungen“, Satirische Kolumnen aus 25 Jahren in fotografischer Beleuchtung.
- 2020: mit Dieter Kaspari: „Bilder in uns Worte darüber“, Zwölf fotografisch-poetische Monatsblätter
- 2011: „Wenn der Edukator erzählt – Teil III“ – Geschichten von Anton Hinlegen
- 2008: „Wenn der Edukator erzählt – Teil II“ – Geschichten von Anton Hinlegen
- 2005: „Wenn der Edukator erzählt“ – Geschichten von Anton Hinlegen, Einhard Verlag, ISBN 3-936342-33-4
- 2003 „Parmesanides“ Satiren – Glossen – Ungehaltene Ansprachen
- 1994 „Dat mach ich“ – Geschichten vom Westzipfel
- 1993 „Das endgültige Lehrer-Handbuch“ (Vorwort von Hüsch)
- 1990 „Neues von Anton Hinlegen“
- 1988 „Nur kein Ärger“ – Anton Hinlegen erzählt
- 1986 „Niemand ist ein Pinsel“ Satire – Glosse – Gedichte

## Compact Discs
- 2007:  „Denken ist Glücksache“
- 2007:  „Wenn der Edukator erzählt“
- 2005: Haverkamp und Engstfeld/Weiss-Ensemble „Spielplatz 5vor12“
- 2002: „Nix als die Wahrheit“
- 2001: „10 Jahre !Au Banan – Aachener Stadtgeschichten live“
- 2000: „Zugegeben“
- 1998: „Anton Hinlegen Zum Dritten“
- 1996: „Eins im Sinn“
- 1995: „Anton Hinlegen Die 2te“
- 1994: „Dat mach ich“
- 1994: „!AU Banan – Wendelin Haverkamp lädt Freunde ein“ mit Hanns Dieter Hüsch, Pe Werner, Thomas C. Breuer, Thomas Felder, Lydie Auvray, Martin Schneider und Manfred Maurenbrecher
- 1993: „Nur Liegen ist schöner“
- 1992: „Hüsch & Haverkamp“
- 1992: „Anton Hinlegen live“
- 1988: „1. Aufschlag“